# Екатериновское сельское поселение (Краснодарский край)
Екатериновское сельское поселение — муниципальное образование в Щербиновском районе Краснодарского края России.
В рамках административно-территориального устройства Краснодарского края ему соответствует Екатериновский сельский округ.
Административный центр — село Екатериновка.

## Население
| 2010  | 2012  | 2013  | 2014  | 2015  | 2016  | 2017  |
| ----- | ----- | ----- | ----- | ----- | ----- | ----- |
| 3225  | ↘3202 | ↘3173 | ↘3162 | ↗3190 | ↗3194 | ↘3193 |
| 2018  | 2019  | 2020  | 2021  | 2023  |       |       |
| ↗3196 | ↘3167 | ↘3128 | ↘2987 | ↘2956 |       |       |

## Населённые пункты
В состав сельского поселения (сельского округа) входят 3 населённых пункта:
| № | Населённый пункт | Тип населённого пункта | Население (чел.) |
| - | ---------------- | ---------------------- | ---------------- |
| 1 | Екатериновка     | село                   | ↘2659            |
| 2 | Красный Дар      | хутор                  | ↘162             |
| 3 | Любимов          | хутор                  | ↘403             |

Хутор Новый Путь
исключен из учётных данных в 2025 году.